# Nghiệm pháp Ortolani

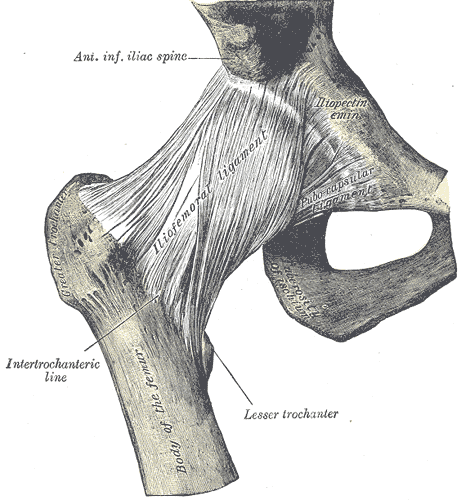
Khớp hông bên phải, nhìn từ phía trước.

Nghiệm pháp Ortolani là một phần của khám sức khỏe đối với chứng loạn sản phát triển của hông, cùng với thao tác Barlow. Cụ thể, nghiệm pháp Ortolani dương tính khớp hông trật ra sau. Đây là một phần của bài kiểm tra tiêu chuẩn cho trẻ sơ sinh, khuyến nghị nên thực hiện ở giai đoạn đầu. Nghiệm pháp Ortolani được đặt theo tên của Marino Ortolani, người phát triển nghiệm pháp này vào năm 1937.

## Tiến trình
Nghiệm pháp Ortolani được thực hiện với thao tác Barlow, kiểm tra khớp hông và chân.
Nghiệm pháp Ortolani yêu cầu người khám uốn cong hông và đầu gối của trẻ sơ sinh khi trẻ trong tư thế nằm ngửa 90°, sau đó người khám dùng ngón tay đặt áp lực từ phía trước lên mấu chuyển lớn của xương đùi.

## Diễn giải
Nghiệm pháp xác định dương tính khi nghe thấy một tiếng "cạch" đặc biệt và cảm nhận được khi đầu xương đùi di chuyển về phía trước, chui vào hố ổ cối của xương chậu.